# Isla Tioman
Isla Tioman (en malayo: Pulau Tioman; localmente conocida como Gunung Daik Bercabang Tiga) es una pequeña isla de unos 39 km de largo y 12 km de ancho situada a 32 km de la costa este de la península de Malaca, en el estado de Pahang, en Malasia. Debido a su riqueza natural (marina y forestal) y a tener la cima más alta en el mar de toda Malasia (la montaña Gunung Kajang, con sus 1038 metros de altitud), Tioman, junto con otras islas vecinas del archipiélago de Seribuat, está protegida como parque natural. No obstante, numerosos corales han sufrido blanqueo desde finales de la década de 2010.

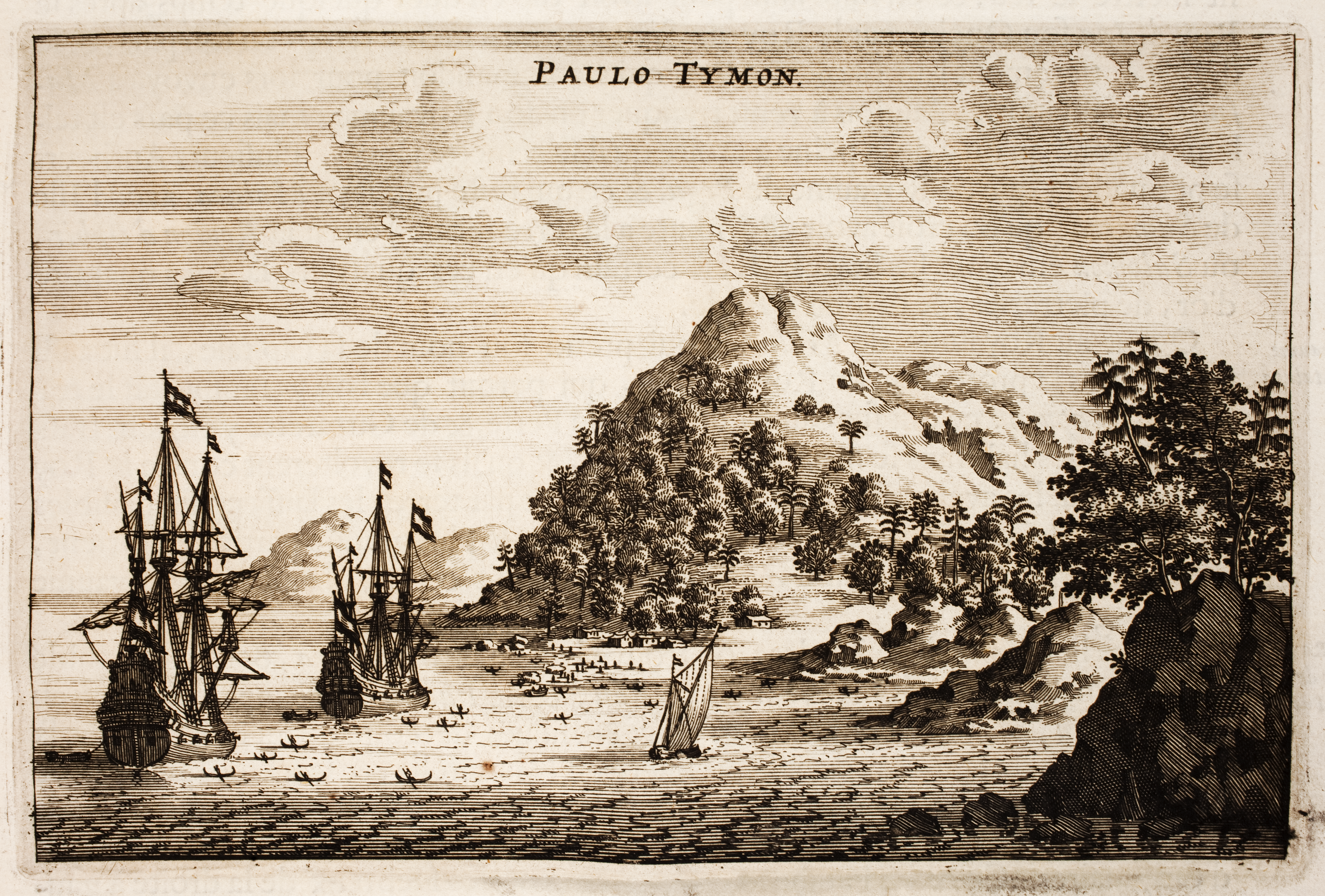
"Paulo Tymon", Nieuhof: Ambassade vers la Chine, 1665

La isla está escamente poblada; sus habitantes se concentran en ocho aldeas principales, siendo la más grande Kampung Tekek, en el norte, donde se encuentra el centro administrativo y el aeródromo de la isla. Varios barcos conectan la isla con el continente, vía Mersing o Tanjung Gemok. Es un lugar de buceo popular y buena parte de la población vive del turismo. Al margen de la vida marina (corales, tortugas, tiburones e infinidad de peces y crustáceos) se pueden explorar algunos pecios; a cierta distancia, aunque accesible desde Tioman, se encuentra el del acorazado Príncipe de Gales. 
Tioman es una zona libre de impuestos.
En la década de 1970, la revista Time seleccionó Tioman como una de las islas más bellas del mundo.